# Typ IX
Typ IX byla třída oceánských ponorek dalekého dosahu vyráběných pro německou Kriegsmarine v letech 1936–1944. Celkem bylo postaveno 243 ponorek této třídy, z nichž většina byla zničena během druhé světové války. Ponorky typu IXA měly větší dosah a také disponovaly silnější výzbrojí nežli předchozí střední ponorky typu VII. V dalším období byly vyvíjeny a konstruovány zdokonalené typy IXB, IXC, IXC/40, IXD. Z ponorek řady IXA se konce války dočkaly jen dvě, obě byly sešrotovány v roce 1945. Z ponorek řady IXB byly všechny potopeny. V Lorientu byla vyzdvižena U 123 a zařazena do služeb francouzského námořnictva. Z ponorek řady IXC byly na konci války dvě v rukou západních spojenců, jedna dodána Japonsku a 51 ponorek bylo potopeno.

## Přehled vyrobených ponorek
| Technická data                                     | IXA | IXB | IXC | IXC/40 | IXD                                                                                          |  |
| -------------------------------------------------- | --- | --- | --- | --- | -------------------------------------------------------------------------------------------- |  |
| Výrobní závod                                      | DeSchiMAG AG Weser v Brémách                                                                                                 | DeSchiMAG AG Weser v Brémách                                                                                                 | DeSchiMAG AG Weser a Seebeckweft v Brémách a Deutsche Werft v Hamburku                                                       | DeSchiMAG AG Weser a Seebeckweft v Brémách a Deutsche Werft v Hamburku                                                       | DeSchiMAG AG Weser v Brémách                                                                 |  |
| Vyrobeno (kusy)                                    | 8 | 14 | 54 | 87 | 30                                                                                           |  |
| vyrobeno v období                                  | 1936–1939 | 1937–1940 | 1939–1942 | 1940–1944 | 1940–1944                                                                                    |  |
| Výtlak na hladině [t]                              | 1 032 | 1 051 | 1 120 | 1 144 | 1 616                                                                                        |  |
| Výtlak pod hladinou [t]                            | 1 153 | 1 178 | 1 232 | 1 257 | 1 804                                                                                        |  |
| Délka (vnější plášť) [m]                           | 76,50 | 76,50 | 76,76 | 76,76 | 87,60                                                                                        |  |
| Délka (vnitřní plášť) [m]                          | 58,75 | 58,75 | 58,75 | 58,75 | 68,50                                                                                        |  |
| Šířka (vnější plášť) [m]                           | 6,51 | 6,76 | 6,76 | 6,76 | 7,50                                                                                         |  |
| Šířka (vnitřní plášť) [m]                          | 4,40 | 4,40 | 4,40 | 4,40 | 4,40                                                                                         |  |
| Výška [m]                                          | 9,40 | 9,60 | 9,40 | 9,60 | 10,20                                                                                        |  |
| Ponor [m]                                          | 4,70 | 4,70 | 4,70 | 4,67 | 5,35                                                                                         |  |
| Dosah na hladině při rychlosti 10 uzlů (19 km/h)   | 10 500 nm (19 400 km) | 12 000 nm (22 000 km) | 13 450 nm (24 910 km) | 13 850 nm (25 650 km) | 31 500 nm (58 300 km)                                                                        |  |
| Dosah pod hladinou při rychlosti 4 uzlů (7,4 km/h) | 65 nm (120 km) | 64 nm (119 km) | 63 nm (117 km) | 63 nm (117 km) | 65 nm (120 km)                                                                               |  |
| max. rychlost na / pod hladinou [uzlů (km/h)]      | 18,2 (33,7) / 7,7 (14,3) | 18,2 (33,7) / 7,3 (13,5 | 18,3 (33,9) / 7,3 (13,5) | 19 / 7,3 (13,5) | 19,2 / 6,9                                                                                   |  |
| posádka                                            | 48–56 mužů | 48–56 mužů | 48–56 | 48–56 | 55–63                                                                                        |  |
| Max. ponoření                                      | 230 m | 230 m | 230 m (až 250 m) | 280 m | 280 m                                                                                        |  |
| Pohon diesel motor                                 | 2x 9válcový přeplňovaný motor MAN M9V 40/46                                                                                  | 2x 9válcový přeplňovaný motor MAN M9V 40/46                                                                                  | 2x 9válcový přeplňovaný motor MAN M9V 40/46                                                                                  | 2x 9válcový přeplňovaný motor MAN M9V 40/46                                                                                  | 2x 9válcový přeplňovaný motor MAN M9V 40/46                                                  |  |
| výkon [HP]                                         | 4 400 | 4 400 | 4 400 | 4 400 | 4 400–9 000                                                                                  |  |
| zásoba paliva [t]                                  | 154 | 165 | 207,51 | 214,22 | 455, 441                                                                                     |  |
| Pohon elektromotor                                 | 2x elektromotor SSW Typ GU 345/34                                                                                            | 2x elektromotor SSW Typ GU 345/34                                                                                            | 2x elektromotor SSW Typ GU 345/34                                                                                            | 2x elektromotor SSW Typ GU 345/34                                                                                            | 2x elektromotor SSW Typ GU 345/34                                                            |  |
| výkon [HP]                                         | 1 000 | 1 000 | 1 000 | 1 000 | 1 100                                                                                        |  |
| batrie                                             | 2x 64článková baterie AFA 44 MAL, 740 kW, 11 300 Ah po dobu 20 hodin, celková váha 74,9 tun                                  | 2x 64článková baterie AFA 44 MAL, 740 kW, 11 300 Ah po dobu 20 hodin, celková váha 74,9 tun                                  | 2x 64článková baterie AFA 44 MAL, 740 kW, 11 300 Ah po dobu 20 hodin, celková váha 74,9 tun                                  | 2x 64článková baterie AFA 44 MAL, 740 kW, 11 300 Ah po dobu 20 hodin, celková váha 74,9 tun                                  |                                                                                              |  |
| počet lodních šroubů                               | 2 | 2 | 2 | 2 | 2                                                                                            |  |
| Výzbroj                                            | 4x torpédomety ráže 533 mm na přídi, 2x torpédomety ráže 533 mm na zádi, neseno 22 torpéd G7 nebo 44 min TMA nebo 66 min TMB | 4x torpédomety ráže 533 mm na přídi, 2x torpédomety ráže 533 mm na zádi, neseno 22 torpéd G7 nebo 44 min TMA nebo 66 min TMB | 4x torpédomety ráže 533 mm na přídi, 2x torpédomety ráže 533 mm na zádi, neseno 22 torpéd G7 nebo 44 min TMA nebo 66 min TMB | 4x torpédomety ráže 533 mm na přídi, 2x torpédomety ráže 533 mm na zádi, neseno 22 torpéd G7 nebo 44 min TMA nebo 66 min TMB | 4x torpédomety ráže 533 mm na přídi, 2x torpédomety ráže 533 mm na zádi, neseno 22 torpéd G7 |  |
| Výzbroj                                            | 1x kanon SK ráže 10,5 cm, 1x protiletadlový kanon SK C/30U ráže 3,7 cm, 1x protiletadlový kanon C/30 nebo C/38 ráže 2 cm     | | | |                                                                                              |  |
| Zdroj                                              | | | | |                                                                                              |  |